# Róbert Vittek
Róbert Vittek (n. 1 aprilie 1982, Bratislava, Cehoslovacia) este un fost fotbalist slovac, care a jucat pentru ŠK Slovan Bratislava. Între 2001 și 2013 a jucat 74 de meciuri la echipa națională de fotbal a Slovaciei, marcând 23 de goluri.